# Contea di Le Sueur
La contea di Le Sueur (in inglese Le Sueur County) è una contea dello Stato del Minnesota, negli Stati Uniti. La popolazione al censimento del 2000 era di 25 426 abitanti. Il capoluogo di contea è Le Center.